# Paracapnia sikhotensis
Paracapnia sikhotensis är en bäcksländeart som beskrevs av Zhiltzova 1978. Paracapnia sikhotensis ingår i släktet Paracapnia och familjen småbäcksländor. Inga underarter finns listade i Catalogue of Life.